# دستی که نونتو داده
«دستی که نونتو داده» (به انگلیسی: Hand That Feeds) ترانه‌ای از دو خواننده-ترانه‌پرداز آمریکایی هالزی و ایمی لی می‌باشد که برای تبلیغ فیلم اکشن-دلهره‌آور بالرین (۲۰۲۵) ضبط شده است. این قطعه در ۹ مهٔ سال ۲۰۲۵ از سوی کلمبیا رکوردز به‌عنوان تک‌آهنگ منتشر گردید. هر دو هنرمند این ترانه را به همراه مایکل پولاک، گریف کلاوسن، و تهیه‌کننده‌اش جردن فیش نوشته‌اند. «دستی که نونتو داده» از نظر موسیقایی یک بالاد پاپ با سازهای الکترونیک است.
موزیک ویدئوی این ترانه به کارگردانی هانا لوکس دیویس در ۳۰ مهٔ سال ۲۰۲۵ منتشر گردید؛ این ویدئو صحنه‌هایی از فیلم بالرین را با تصاویری از هالزی و امی لی در حال اجرای رقص باله در هم می‌آمیزد. این قطعه توانست به جدول‌های فرعی در نیوزیلند، بریتانیا و آمریکا راه پیدا کند.